# Vijftigcentleger
Het vijftigcentleger is een groep mensen die wordt ingehuurd door de regering van de Chinese Volksrepubliek en de Communistische Partij van China (CPC). Dit met als doel om positieve reacties te plaatsen over de partij op het internet. De leden van het leger wordt 50 renminbi-cent (munteenheid van de Chinese Volksrepubliek) betaald per bijdrage die een discussie wegleidt van de inhoud die tegen de partij ingaat. Ook wanneer de idealen van de partij extra in de verf worden gezet krijgt het leger 50 cent.

## Geschiedenis
In oktober 2004 begon Changsha met het inhuren van professionele internetcommentatoren.
In 2005 begon het ministerie van Onderwijs in China de bulletinboards van universiteiten systematisch te censureren. Het beroemde bulletinboard Little Lily van de Universiteit van Nanking werd gedwongen te stoppen omdat een nieuw systeem in de startblokken stond: studenten werden ingehuurd als parttime werknemers en werden betaald met de fondsen voor studiebeurzen van de universiteiten. Ze moesten op het nieuwe forum zoeken naar ongewenste informatie en daar regeringsgezinde standpunten tegenoverstellen. In de volgende maanden begonnen partijleiders uit de provincie Jiangsu hun eigen teams van commentatoren in te huren. Midden 2007 werden er teams van commentatoren ingehuurd door scholen of politieke partijen, die aanwezig waren in heel China.
Op 23 januari 2007, de 38ste studiedag van het Politbureau, vroeg de Chinese leider Hu Jintao om versterking van de positieve propaganda. Grote Chinese websites en lokale overheden werden gevraagd de woorden van Hu te publiceren en mensen met politieke kwaliteiten te selecteren om teams van internetcommentatoren te vormen.
In 2010 meldde de website van de communistische jongerenorganisatie van Shanghai dat internetcommentatoren, ingehuurd door de overheid, dagelijks ruim tweehonderd berichten posten op veelbekeken websites.

## Bereik van de operatie
Het Chinese ministerie van Cultuur houdt regelmatig trainingen. De deelnemers moeten slagen in een examen en krijgen dan het jobcertificaat van een internetcommentator. Sommigen beweren dat er duizenden commentatoren zijn, terwijl andere schattingen spreken over aantallen tussen 280.000 en 300.000.
Wen Yunchao, een voormalige internetcommentator, zei dat er voor een lokale nieuwssite in Guangdong 20 fulltime commentatoren werkten.
Hu Yong, een internetexpert van de Universiteit van Peking, stelde dat de "vormers van de publieke opinie" al doorgedrongen waren in de verschillende lagen van de Chinese samenleving. Hij vond commentatoren die zich bezighielden met negatieve informatie op fora van zowel toeristische luchthavens als middelbare scholen.
Salil Shetty, secretaris-generaal van Amnesty International, waarschuwde in maart 2011 dat landen als China en Iran aan het investeren waren in blogs die pro de regering handelen om zo de macht van de staat te versterken.

## Verloning
De Engelstalige Chinese krant Global Times berichtte dat internetcommentatoren uit Changsha 0,5 yuan betaald kregen per post. Vandaar ook de naam vijftigcentleger.
In 2010 kregen de commentatoren van de Hengyang Muncipal Commitee Party School 0,1 yuan per post en minder dan 100 yuan bonus per maand.
Een commentator uit de provincie Hunan vertelde de Global Times dat een artikel van vijfhonderd woorden veertig yuan opbracht op lokale sites en tweehonderd yuan op nationale sites.

## Effecten en meningen
De activiteiten van het vijftigcentleger werden door de Chinese president Hu Jintao beschreven als een nieuwe manier om de publieke opinie te beïnvloeden. Ze vertegenwoordigen de omschakeling van niet-overeenkomende meningen censureren naar dialogen in de goede richting leiden. De waarheid kan namelijk de sociale stabiliteit bedreigen. In 2010 stelde een medewerkster van The Huffington Post dat sommige reacties op haar artikels afkomstig waren van het vijftigcentleger. Ook werd er beweerd dat er mensen van het vijftigcentleger populaire Amerikaanse nieuwssites monitoren en waar nodig reageren om de Chinese regering in een goed daglicht te stellen.